# 5. leden
5. leden je pátý den roku podle gregoriánského kalendáře. Do konce roku zbývá 360 dní (361 v přestupném roce). Svátek má Dalimil a Dalimila.

## Události

### Česko
- 1279 – Tobiáš z Bechyně je stvrzen do funkce pražského biskupa olomouckým biskupem Brunem ze Schauenburku.
- 1887 – První veřejné použití lyží v Česku. Josef Rössler-Ořovský sjel na lyžích Václavské náměstí.
- 1912 – V Obecním domě v Praze byla otevřena koncertem České filharmonie s Václavem Talichem Smetanova síň
- 1923 – Na ministra financí Aloise Rašína byl v Žitné ulici v Praze spáchán atentát, na jehož následky dne 18. února 1923 zemřel.
- 1948 – Město Zlaté Hory na Jesenicku získalo svůj dnešní název. Do té doby se nazývalo Cukmantl.
- 1968 – Pražské jaro 1968: Prvním tajemníkem KSČ byl místo Antonína Novotného zvolen Alexander Dubček.

### Svět
- 0069 – Marcus Salvius Otho se provolal římským císařem.
- 1066 – Harold II. Godwinson se po smrti Eduarda III. prohlásil anglickým králem, a to i přesto, že předtím údajně uznal za následníka trůnu normandského vévodu Viléma Dobyvatele.
- 1355 – Karel IV. byl v Miláně korunován lombardským králem.
- 1438 – Papež Evžen IV. stěhuje koncil z Basileje do Ferrary.
- 1463 – Básník François Villon je pro zabití odsouzen k desetiletému vyhnanství z Paříže.
- 1477 – V bitvě u Nancy mezi vojsky Burgunďanů a Švýcarů zahynulo přes 7000 vojáků včetně burgundského vévody Karla Smělého
- 1500 – Vojska Ludovica Sforzy dobyla zpátky Milán.
- 1554 – Město Eindhoven v Holandsku lehlo z větší části popelem.
- 1875 – V Paříži byla otevřena Opéra Garnier, jeden ze dvou operních domů francouzské metropole.
- 1904 – Japonsko přerušilo diplomatické styky s Ruskem a stáhlo své diplomaty ze země.
- 1914 – Ford Motor Company v USA zavedl osmihodinovou pracovní dobu.
- 1919 – Do Minsku vstoupila Rudá armáda a běloruská vláda odešla do exilu; konec nezávislosti Běloruska.
- 1933 – V San Franciscu byla zahájena stavba Golden Gate Bridge.
- 1949 – Americký prezident Harry S. Truman představil sociální program Fair Deal.
- 1953 – V pařížském divadle Théâtre de Babylone byla poprvé uvedena hra Samuela Becketta Čekání na Godota.
- 1957 – Byla obnovena Čečensko-ingušská ASSR.
- 1969 – Odstartovala sovětská sonda Veněra 5.

## Narození
Automatický abecedně řazený seznam viz Kategorie:Narození 5. ledna

### Česko
- 1615 – Kryštof Bernard Skrbenský z Hříště, slezský šlechtic († 13. března 1686)
- 1782 – Anton Renner, kanovník kapituly u sv. Štěpána v Litoměřicích († 21. května 1838)
- 1834 – Alois Funke, český politik německé národnosti († 23. ledna 1911)
- 1837 – Jan Drozd, starosta Svatováclavské záložny († 23. září 1910)
- 1839 – Gottfried Lindauer, novozélandský malíř českého původu († 13. června 1926)
- 1848 – Adolf Krössing, operní pěvec, tenorista († 28. ledna 1933)
- 1853 – Ferdinand Hotový, opat kláštera v Nové Říši († 1. května 1928)
- 1855 – Quido Bělský, architekt († 20. srpna 1909)
- 1868 – Eduard Tregler, varhaník, hudební skladatel a pedagog († 6. srpna 1932)
- 1872 – Otakar Mařák, operní pěvec († 2. července 1939)
- 1875 – Josef Schweichhart, československý politik německé národnosti († 28. února 1952)
- 1878
  - Václav Košek, odborový předák a poslanec († 27. února 1943)
  - Antonín Vahala, zvěrolékař a politik († 20. února 1955)
- 1882 – František Němec, sochař († 10. března 1918)
- 1884 – Lucie Klímová, malířka a zpěvačka († 6. října 1961)
- 1885 – Bedřich Jerie, evangelický farář a spisovatel († 27. října 1965)
- 1887 – Oldřich Blažíček, akademický malíř, představitel moderní krajinomalby († 3. května 1953)
- 1892 – Hans Jelen, právník a hudební skladatel († 1. dubna 1977)
- 1894 – Jaroslava Vondráčková, textilní výtvarnice a spisovatelka († 10. března 1986)
- 1899 – Alois Moravec, malíř, grafik, ilustrátor a pedagog († 6. března 1987)
- 1901 – František Faltus, profesor ČVUT v oboru ocelových konstrukcí († 6. října 1989)
- 1914 – Jan Březina, polární letec, oběť komunismu († 16. srpna 1938)
- 1921 – Jiří Tlustý, profesor UF v oboru přesné a výkonné obráběcí stroje († 20. října 2002)
- 1922 – Alois Grebeníček, komunistický vyšetřovatel († 27. července 2003)
- 1931 – Alfred Brendel, rakousko-britský klavírista († 17. června 2025)
- 1932 – Pavel Novák, jazykovědec, fonetik a albanista († 14. března 2007)
- 1939 – Jaroslav Walter, hokejista a hokejový trenér († 20. června 2014)
- 1942 – Pavel Wohl, hokejový reprezentant
- 1945 – Benjamin Fragner, historik architektury
- 1948 – František Lobkowicz, první biskup ostravsko-opavský († 17. února 2022)
- 1949 – Hana Kofránková, režisérka a pedagožka
- 1952 – Jiří Wolf, politický vězeň, antikomunista, autor pohádkových knih
- 1953 – Oldřich Bubeníček, novinář a komunistický politik
- 1954 – Vítězslav Ďuriš, hokejista
- 1955 – Zdeněk Němeček, hudebník
- 1958 – Jiří Hrdina, lední hokejista
- 1982 – Jaroslav Plašil, fotbalista
- 1985 – Marek Kvapil, hokejista
- 1987
  - Petr Janda, fotbalista
  - Alexander Salák, hokejový brankář
- 1989 – Jiří Orság, vzpěrač
- 1990 – Jiří Král, bývalý youtuber

### Svět

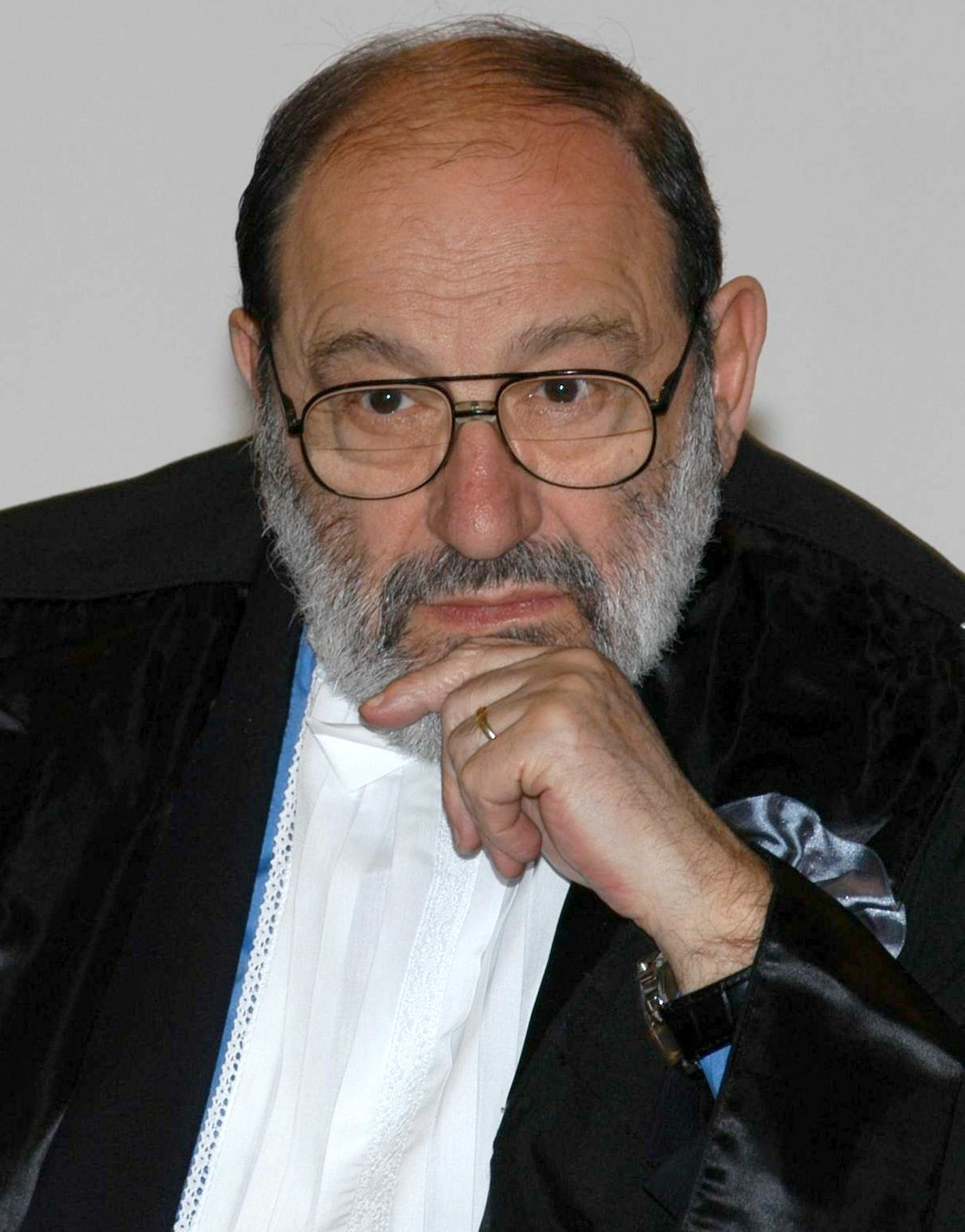
Umberto Eco (* 1932)

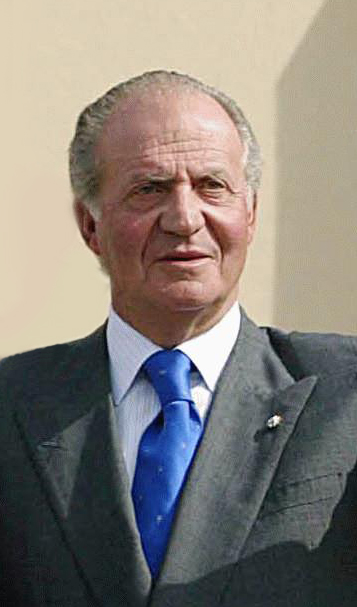
Juan Carlos I. (* 1938)

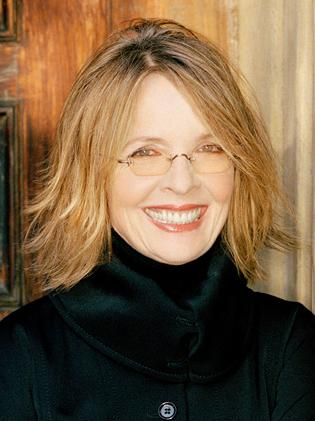
Diane Keatonová (* 1946)

- 1209 – Richard Cornwallský, římský král († 2. dubna 1272)
- 1425 – Jindřich IV. Kastilský, kastilský král († 11. prosince 1474)
- 1548 – Francisco Suárez, španělský teolog († 25. září 1617)
- 1587 – Sü Sia-kche, čínský spisovatel a geograf († 8. března 1641)
- 1589 – Ivan Gundulić, dubrovnický básník († 10. prosince 1638)
- 1592 – Šáhdžahán, císař Mughalské říše († 22. ledna 1666)
- 1614 – Leopold I. Vilém Habsburský, nejmladší syn císaře Ferdinanda II. († 20. listopadu 1662)
- 1679 – Pietro Filippo Scarlatti, italský barokní skladatel († 22. února 1750)
- 1759 – Jacques Cathelineau, francouzský roajalistický generál († 11. července 1793)
- 1762 – Constanze Mozartová, manželka W. A. Mozarta († 6. března 1842)
- 1767
  - Jean-Baptiste Say, francouzský ekonom, novinář a podnikatel († 14. listopadu 1832)
  - Anne-Louis Girodet-Trioson, francouzský malíř († 9. prosince 1824)
- 1782 – Robert Morrison, britský protestantský misionář v Číně († 1. srpna 1834)
- 1825 – Karl von Pusswald, předlitavský státní úředník a politik († 22. května 1895)
- 1828 – Stephan von Jovanovič, rakouský vojenský velitel († 8. prosince 1885)
- 1838 – Camille Jordan, francouzský matematik († 22. ledna 1922)
- 1845
  - Vasilij Ivanovič Němirovič-Dančenko, ruský spisovatel a žurnalista († 18. září 1936)
  - Maria Consiglia Addatis, italská řeholnice († 11. ledna 1900)
- 1846
  - Rudolf Christoph Eucken, německý filosof († 15. září 1926)
  - Mariam Baouardy, řeckokatolická řeholnice († 26. srpna 1878)
- 1855 – King Camp Gillette, americký podnikatel († 9. července 1932)
- 1860 – Pavel Kurlov, ruský generál a politik († 20. června 1923)
- 1876 – Konrad Adenauer, německý kancléř († 19. dubna 1967)
- 1877 – Fedor Houdek, slovenský a československý národohospodář, politik, poslanec a ministr československé vlády († 26. února 1953)
- 1883 – Döme Sztójay, maďarský generál a politik srbského původu († 22. srpna 1946)
- 1886 – Markus Reiner, izraelský vědec, odborník v oblasti reologie († 25. dubna 1976)
- 1893 – Michał Karaszewicz-Tokarzewski, polský generál († 22. května 1964)
- 1900 – Yves Tanguy, francouzský surrealistický malíř († 15. ledna 1955)
- 1906 – Kathleen Kenyon, britská archeoložka († 24. srpna 1978)
- 1909
  - Stephen Cole Kleene, americký matematik a logik († 25. ledna 1994)
  - Ileana Rumunská, princezna rumunská († 21. ledna 1991)
- 1910
  - Jack Lovelock, novozélandský olympijský vítěz v běhu na 1500m z roku 1936 († 28. prosince 1949)
  - Štefan Luby, slovenský právník († 10. října 1976)
- 1913 – Pierre Veuillot, pařížský arcibiskup († 14. února 1968)
- 1914 – Brunó Ferenc Straub, maďarský biochemik a prezident Maďarska († 15. února 1996)
- 1917
  - Adolfo Consolini, italský olympijský vítěz a hodu diskem († 20. prosince 1969)
  - Wieland Wagner, operní režisér a scénograf († 17. října 1966)
- 1920 – Arturo Benedetti Michelangeli, italský klavírista († 12. června 1995)
- 1921
  - Jean Lucemburský, velkovévoda lucemburský
  - Friedrich Dürrenmatt, švýcarský dramatik († 14. prosince 1990)
- 1923
  - Sam Phillips, americký hudební producent († 30. července 2003)
  - Aharon Amir, izraelský spisovatel, překladatel a básník († 28. února 2008)
- 1926 – Veikko Karvonen, finský atlet, bronzový maratonec z olympijských her v roce 1956 († 1. srpna 2007)
- 1927 – Dieter Henrich, německý filosof
- 1928
  - Walter Mondale, americký státník († 19. dubna 2021)
  - Zulfikár Alí Bhutto, pákistánský prezident († 4. dubna 1979)
  - Sultán ibn Abd al-Azíz, sauodskoarabský korunní princ, první vicepremiér, ministr obrany († 22. října 2011)
- 1929 – Walter Brandmüller, německý kardinál
- 1930 – Edward Givens, americký astronaut († 6. června 1967)
- 1931
  - Dizzy Reece, jamajský trumpetista
  - Walt Davis, americký olympijský vítěz ve skoku do výšky
  - Robert Duvall, americký herec a režisér
- 1932
  - Umberto Eco, italský semiolog, filosof a spisovatel († 19. února 2016)
  - Raisa Gorbačovová, ruská socioložka, manželka Michaila Gorbačova († 20. září 1999)
- 1934
  - Jorge Camacho, kubánský malíř († 30. března 2011)
  - Phil Ramone, americký hudební producent a hudební skladatel. († 30. března 2013)
- 1935
  - Forugh Farrokhzad, íránská básnířka a filmová režisérka († 13. února 1967)
  - Chuck Flores, americký jazzový bubeník
- 1938
  - Juan Carlos I., španělský král z rodu Bourbonů
  - Ngũgĩ wa Thiong'o, keňský spisovatel
- 1940 – Veikko Kankkonen, finský skokan na lyžích
- 1941 – Hajao Mijazaki, japonský animátor
- 1942
  - Maurizio Pollini, italský klavírista († 23. března 2024)
  - Giorgi Arsenišvili, gruzínský vědec a politik († 17. listopadu 2010)
- 1943 – Reinhold Kaiser, německý historik
- 1946 – Diane Keatonová, americká herečka
- 1947 – Kathrine Switzerová, americká spisovatelka, maratonská běžkyně
- 1950
  - Chris Stein, americký punk rockový kytarista
  - Krzysztof Wielicki, polský horolezec
- 1953
  - Mike Rann, premiér Jižní Austrálie
  - George Tenet, ředitel CIA
- 1954 – László Krasznahorkai, maďarský spisovatel
- 1956 – Frank-Walter Steinmeier, prezident Německa
- 1957 – Maartin Allcock, britský multiinstrumentalista
- 1958 – Ion Draica, rumunský reprezentant v zápase, olympijský vítěz
- 1965 – Patrik Sjöberg, švédský atlet, skokan do výšky
- 1968 – DJ BoBo, vlastním jménem Peter René Baumann, švýcarský DJ, popový hudebník, zpěvák a tanečník
- 1969 – Marilyn Manson, americký zpěvák
- 1976 – Diego Tristán, španělský fotbalista
- 1978
  - Franck Montagny, francouzský motorový závodník
  - January Jones, americká herečka
- 1979
  - Kyle Calder, kanadský hokejista
  - Giuseppe Gibilisco, italský atlet
- 1980 – Santiago Ventura, španělský tenista
- 1982 – Janica Kostelićová, chorvatská sjezdařka
- 1986
  - Deepika Padukone, indická herečka a modelka
  - Jana Šemjakinová, ukrajinská sportovní šermířka
- 1988 – Nikola Kalinić, chorvatský fotbalista
- 1989 – Krisztián Németh, maďarský fotbalista
- 1992 – Suki Waterhouse, anglická herečka a modelka
- 1993 – Jolanda Neffová, švýcarská cyklistka
- 1994 – Zemgus Girgensons, lotyšský lední hokejista
- 1996
  - Max Baldry, anglický herec
  - Dzinara Alimbekavová, běloruská biatlonistka
- 2001 – Mychajlo Mudryk, ukrajinský fotbalista

## Úmrtí
Automatický abecedně řazený seznam viz Kategorie:Úmrtí 5. ledna

### Česko

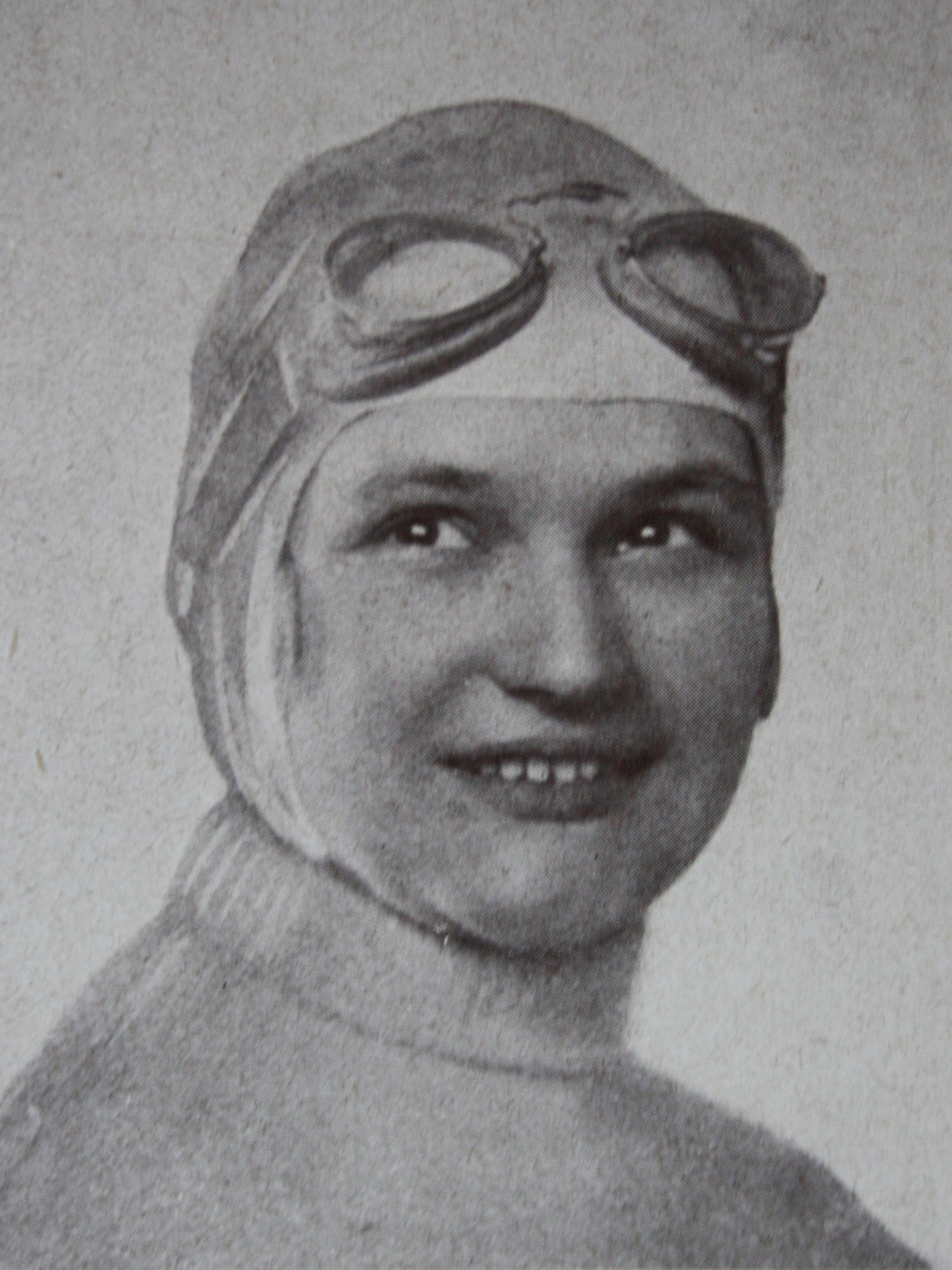
Eliška Junková († 1994)

- 1113 – Oldřich Brněnský, brněnský a znojemský údělný kníže (* 11. století)
- 1316 – Jan z Vartemberka, za vlády krále Jindřicha Korutanského nejvyšší číšník Českého království (* 13. století)
- 1343 – Jan z Dražic, biskup pražský (* kolem 1260)
- 1590 – Adam z Ditrichštejna, rakouský šlechtic a zakladatel moravské větve Ditrichštejnů (* 9. října 1527)
- 1773 – Jan Adam Gallina, hudební skladatel (* 13. prosince 1724)
- 1842 – Jiří Opočenský, kazatel a spisovatel (* 21. ledna 1781)
- 1858 – Josef Václav Radecký z Radče, šlechtic a rakouský maršál (* 2. listopadu 1766)
- 1860 – sv. Jan Nepomuk Neumann, katolický misionář, 4. biskup Filadelfie (* 28. března 1811)
- 1864 – Vincenc Furch, básník a dramatik (* 8. srpna 1817)
- 1886 – Emanuel Pippich, právník a kulturní činitel (* 24. září 1812)
- 1891 – Pavel Švanda ze Semčic, režisér, dramaturg, spisovatel a divadelní ředitel (* 27. listopadu 1825)
- 1908
  - Karel Schicho, malíř (* 17. ledna 1834)
  - Vojtěch Lešetický, učitel a básník (* 24. dubna 1830)
- 1920 – Prokop Sedlák, poslanec Českého zemského sněmu (* 2. srpna 1838)
- 1927 – Jaroslav Poláček, fotbalový reprezentant (* 5. dubna 1905)
- 1938 – Karel Baxa, primátor Prahy, předseda Ústavního soudu (* 24. června 1862)
- 1944 – František Bílek, sochař a legionář (* 27. dubna 1889)
- 1952 – Vladimír Fajnor, čs. ministr spravedlnosti (* 23. října 1875)
- 1955 – Jan Volný, jazykovědec (* 12. září 1886)
- 1957
  - Oldřich Duras, šachista, první český mezinárodní velmistr (* 30. října 1882)
  - Bohumír Cigánek, biskup Církve československé (husitské) (* 11. září 1874)
- 1974 – Felix Vodička, literární historik (* 11. dubna 1909)
- 1981 – Jana Krejcarová, básnířka a prozaička (* 14. srpna 1928)
- 1988 – Bohuslav Ilek, literární vědec a překladatel (* 9. dubna 1902)
- 1990 – Jaroslav Rössler, avantgardní fotograf (* 25. května 1902)
- 1994 – Eliška Junková, automobilová závodnice (* 16. listopadu 1900)
- 1996 – Václav David, ministr zahraničních věcí Československa (* 23. září 1910)
- 1999 – Jarmila Nygrýnová, atletka, skokanka do dálky (* 15. února 1953)
- 2001 – Milan Hlavsa, baskytarista a hudebník (* 6. března 1951)
- 2006 – Barbara Krzemieńska, historička polského původu (* 18. února 1930)
- 2008 – Ludvík Horký, kněz, administrátor brněnské diecéze (* 15. září 1913)
- 2009 – Jiří Šindelář, baskytarista a člen skupiny Katapult (* 3. ledna 1949)
- 2014 – Josip Kleczek, astronom (* 22. února 1923)
- 2019 – Milan Jankovič, literární vědec (* 1. září 1929)
- 2025 – František Šmahel, český historik umění (* 17. srpna 1934)

### Svět

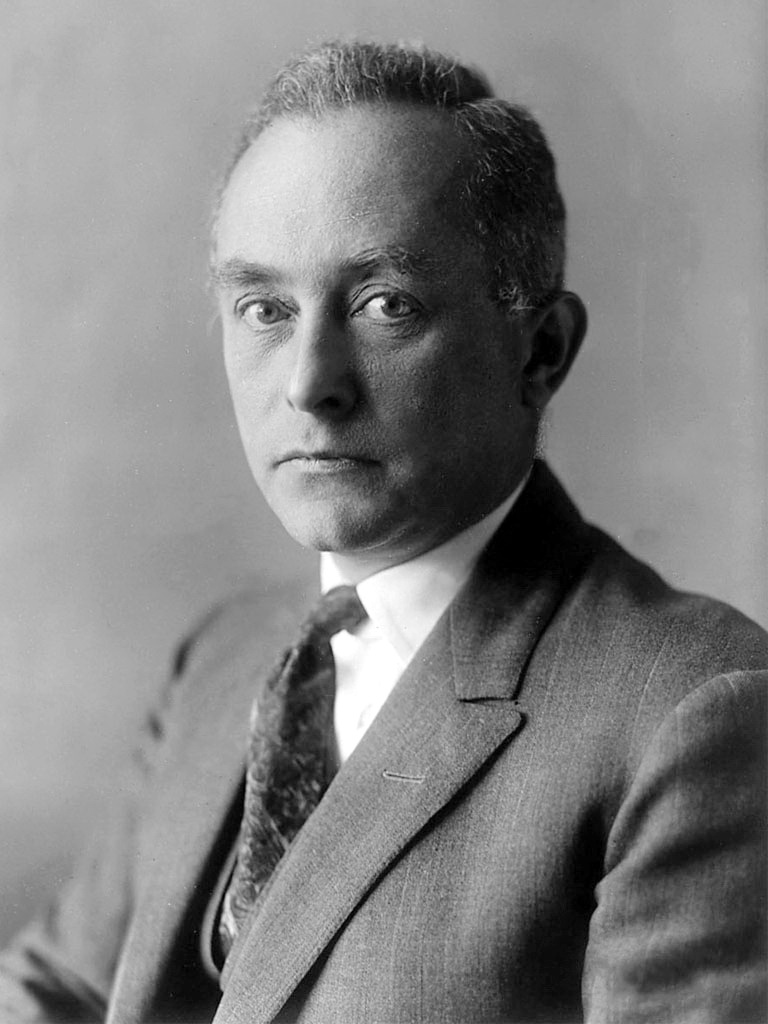
Max Born († 1970)

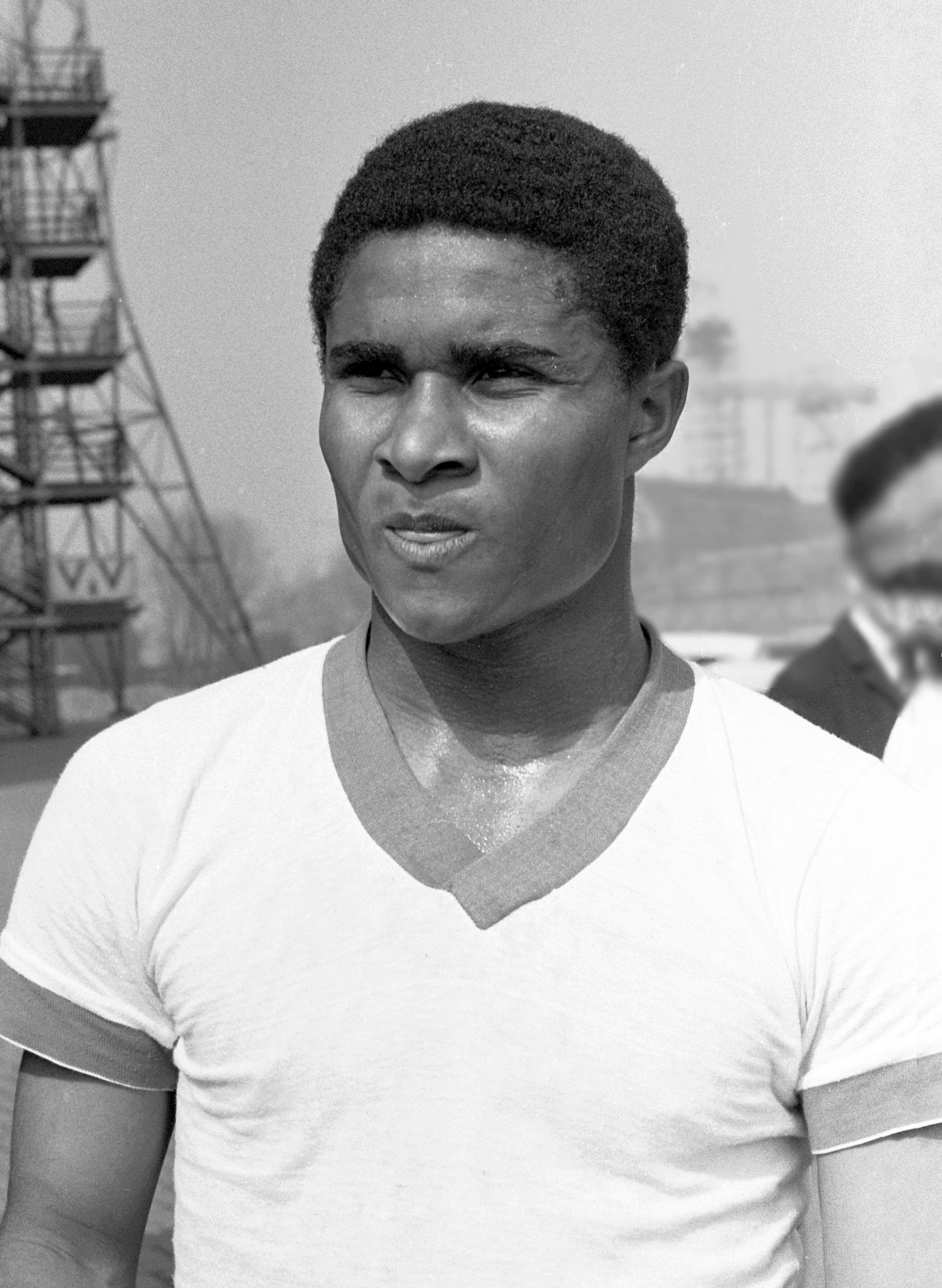
Eusébio († 2014)

- 1066 – Eduard III. Vyznavač, anglický král (* asi 1004)
- 1477 – Karel Smělý, vévoda burgundský (* 10. listopadu 1433)
- 1524 – Marko Marulić, chorvatský spisovatel (* 18. srpna 1450)
- 1527 – Felix Manz, jeden z prvních novokřtěnců (* 1498)
- 1547 – Albrecht VII. Meklenburský, meklenburský vévoda (* 25. července 1486)
- 1578 – Giulio Clovio, italský malíř miniatur a iluminátor rukopisů (* 1498)
- 1589 – Kateřina Medicejská, francouzská královna, manželka krále Jindřicha II. (* 13. dubna 1519)
- 1740 – Antonio Lotti, italský hudební skladatel (* 1667)
- 1753 – Ondřej Jakub z Ditrichštejna, salcburský arcibiskup (* 27. května 1689)
- 1762 – Alžběta Petrovna, ruská carevna (* 29. prosince 1709)
- 1776 – Philipp Ludwig Statius Müller, německý teolog a zoolog (* 25. dubna 1725)
- 1795 – Filip Gotthard Schaffgotsch, slezský kněz, vratislavský biskup (* 3. července 1715)
- 1813 – Alexander Fraser Tytler, britský právník, spisovatel a historik (* 15. října 1747)
- 1818 – Marcello Bacciarelli, italský malíř působící v Polsku (* 16. února 1731)
- 1827 – Bedřich August Hannoverský, britský a německý princ (* 16. srpna 1763)
- 1841 – Jean-Pierre Vaucher, švýcarský botanik a teolog (* 27. dubna 1763)
- 1848 – Ferdinando Orlandi, italský hudební skladatel a pedagog (* 7. října 1774)
- 1852 – Gabriel Ferry, francouzský spisovatel (* 29. listopadu 1809)
- 1856 – Pierre Jean David d'Angers, francouzský sochař (* 12. března 1788)
- 1885
  - Adolf Auersperg, ministerský předseda Předlitavska (* 21. července 1821)
  - Peter Christen Asbjørnsen, norský spisovatel (* 15. ledna 1812)
- 1888 – Henri Herz, francouzský klavírista, hudební skladatel (* 6. ledna 1803)
- 1890
  - Maria Repetto, italská řeholnice, blahoslavená katolické církve (* 1. listopadu 1807)
  - Angelo Quaglio, německý scénický výtvarník (* 13. prosince 1829)
- 1891 – Emma Abbottová, americká sopranistka (* 9. prosince 1850)
- 1896 – James Wallace Black, americký fotograf (* 10. února 1825)
- 1910 – Léon Walras, francouzský matematický ekonom (* 16. prosince 1834)
- 1913 – Lewis Swift, americký astronom (* 29. února 1820)
- 1922 – Ernest Henry Shackleton, polární badatel irského původu (* 15. února 1874)
- 1929 – Nikolaj Nikolajevič Romanov, velkokníže ruský, nejvyšší velitel armády (* 18. listopadu 1856)
- 1933 – Calvin Coolidge, 30. prezident USA (* 4. července 1872)
- 1936 – Ramón María del Valle-Inclán, španělský spisovatel (* 28. října 1866)
- 1941 – Amy Johnsonová, anglická pilotka (* 1. července 1903)
- 1943
  - George Washington Carver, americký botanik a vynálezce, časopisem Time nazvaný "Černý Leonardo" (* 1864)
  - Bedřich Homola, český generál, legionář (* 2. června 1887)
- 1950 – John Rabe, předseda výboru Nankingské bezpečné zóny (* 23. listopadu 1882)
- 1951 – Andrej Platonov, ruský spisovatel (* 1. září 1899)
- 1952 – Walter Bertsch, ministr práce a hospodářství Protektorátu Čechy a Morava (* 4. ledna 1900)
- 1956 – Mistinguett, francouzská herečka (* 4. dubna 1875)
- 1960 – Francisco Sabaté Llopart, katalánský anarchista (* 30. března 1915)
- 1970
  - Roberto Gerhard, katalánský hudební skladatel (* 25. září 1896)
  - Max Born, německý fyzik, nositel Nobelovy ceny (* 1882)
- 1976 – Hamit Kaplan, turecký zápasník, olympijský vítěz v těžké váze (* 20. září 1934)
- 1979
  - Charles Mingus, americký jazzový kontrabasista a skladatel (* 22. dubna 1922)
  - Halldór Stefánsson, islandský spisovatel (* 1. prosince 1892)
- 1981 – Harold Urey, americký fyzikální chemik, Nobelova cena za chemii 1934 (* 29. dubna 1893)
- 1986
  - Radovan Zogović, černohorský básník a politik (* 19. srpna 1907)
  - Ilmari Salminen, finský olympijský vítěz v běhu na 10 km v roce 1936 (* 21. září 1902)
- 1987 – Margaret Laurenceová, kanadská spisovatelka (* 18. července 1926)
- 1990 – Genrich Sidorenkov, sovětský reprezentační hokejový obránce (* 11. srpna 1931)
- 1991 – Tõnis Kint, předseda estonské exilové vlády (* 17. srpna 1896)
- 1993 – Vojtěch Budinský-Krička, slovenský archeolog (* 24. července 1903)
- 1994 – Jean-Marie Maury, vatikánský diplomat a 106. arcibiskup remešský (* 22. května 1907)
- 1997 – Bertil, švédský princ (* 28. února 1912)
- 1998 – Sonny Bono, americký zpěvák a producent (* 16. února 1935)
- 2000 – Pavel Bunčák, slovenský básník a literární vědec (* 4. března 1915)
- 2001 – Elizabeth Anscombe, britská katolická filosofka (* 18. března 1919)
- 2004
  - John Guerin, americký bubeník (* 31. října 1939)
  - Charles Dumas, americký atlet, olympijský vítěz ve skoku do výšky (* 12. února 1937)
- 2009 – Adolf Merckle, německý podnikatel (* 18. března 1934)
- 2012
  - Hikaru Hajaši, japonský klavírista a hudební skladatel (* 22. října 1931)
  - Selwyn Baptiste, původem trinidadský hudebník a organizátor karnevalů (* 10. července 1936)
- 2013 – Ann-Britt Leymanová, švédská atletka, sprinterka a skokanka do dálky (* 10. června 1922)
- 2014 – Eusébio, portugalský fotbalista (* 25. ledna 1942)
- 2018 – Marián Labuda, slovenský herec a bavič (* 28. října 1944)
- 2021 – Colin Bell, anglický fotbalista (* 26. února 1946)
- 2022
  - Olga Szabóová-Orbánová, rumunská sportovní šermířka (* 9. října 1938)
  - Enrico Berti, italský filosof (* 3. listopadu 1935)
- 2023 – Ernesto Castano, italský fotbalista (* 2. května 1939)
- 2025
  - Kostas Simitis, řecký politik (* 23. června 1936)
  - Robert Hübner, německý šachový velmistr (* 6. listopadu 1948)

## Svátky

### Česko
- Dalimil, Dalimír, Dalimíra
- Amáta
- Teofan, Theofan

### Svět
- Slovensko: Andrea, Artur
- Anglie: Glastonbury Thorn Day

Katolický kalendář
- Svatý Telesforus – osmý papež katolické církve
- Jan Nepomuk Neumann
- Blahoslavená Veronika Barone (1857–1878)

## Pranostiky

### Česko
- Jaká povětrnost panuje na den svatého Telesfora, tak bude v prosinci.

| 5. leden v pražském KlementinuÚdaje jsou platné k 29. 4. 2025. | 5. leden v pražském KlementinuÚdaje jsou platné k 29. 4. 2025. | 5. leden v pražském KlementinuÚdaje jsou platné k 29. 4. 2025. |
| minimum                                                        | denní průměr                                                   | maximum                                                        |
| -------------------------------------------------------------- | -------------------------------------------------------------- | -------------------------------------------------------------- |
| −27,2 °C (1789)                                                | −0,6 °C (od 1961)                                              | 13,8 °C (1999)                                                 |